# Islas Kuria Muria
Las Islas Khuriya Muriya (o Kuria Muria) (en árabe: جزر خوريا موريا; transliterado: Juzur Khurīyā Murīyā o Khūryān Mūryān) es un grupo de cinco islas en el Mar Arábigo, a 40 km (25 millas) de la costa sureste del Sultanato de Omán. Las islas forman parte de la provincia de Shalim y de las Islas Hallaniyat en la gobernación de Dhofar.

## Historia
En la antigüedad las islas fueron llamadas las islas Zenobii o Zenobiou (en griego: Ζηνοβίου νησία; Latín: Zenobii Insulae) o Doliche (en griego: Δολίχη). Las islas fueron mencionados por varios autores antiguos como Ptolomeo, (vi 7 § 47.) que las enumeró como siete pequeñas islas que se extendían en la bahía de Kuria Muria (en griego: Σαχαλίτης κόλπος; latín: Sinus Sachalites), hacia la entrada del Golfo Pérsico (probablemente el moderno Golfo de Adén).
En 1854, el hami (sultán) de Mascate (más tarde Mascate y Omán, ahora solo Omán), cedió las islas a Gran Bretaña y en 1868 estas fueron adjuntadas a la Colonia de Adén (el Yemen moderno). Como una posesión británica hasta 1967, fueron administrados por el gobernador británico de Adén hasta 1953, luego por el Alto Comisionado Británico hasta 1963, y finalmente por el Jefe Político Residente británico del Golfo Pérsico (con sede en Baréin). El 30 de noviembre de 1967, Lord Caradon, el embajador británico ante las Naciones Unidas, anunció que, de conformidad con los deseos de los habitantes locales, las islas serían devueltas a Mascate y Omán, a pesar de las críticas del presidente Qahtan Mohammed al-Shaabi de que las islas debían ser transferidas a la República Popular Democrática de Yemen.

## Islas
| Isla              | Árabe           | Transliteración       | Área (km²) | Coordenadas                                |
| ----------------- | --------------- | --------------------- | ---------- | ------------------------------------------ |
| Al-Hasikiyah      | جزيرة الحاسكية  | Ǧazīrat al-Ḥāsikiyya  | 2          | 17°28′28″N 55°36′05″E / 17.47444, 55.60139 |
| Al-Sawda          | الجزيرة السوداء | al-Ǧazīra al-sawdāʾ   | 11         | 17°29′28″N 55°51′18″E / 17.49111, 55.85500 |
| Al-Hallaniyah     | جزيرة الحلانية  | Ǧazīrat al-Ḥallāniyya | 56         | 17°30′52″N 56°01′29″E / 17.51444, 56.02472 |
| Qarzawit          | جرزعوت          | Ǧazīrat Ǧarzaʿūt      | 0,3        | 17°37′01″N 56°08′24″E / 17.61694, 56.14000 |
| Al-Qibliyah       | الجزيرة القبلية | Ǧazīra al-qibliyya    | 3          | 17°30′00″N 56°20′15″E / 17.50000, 56.33750 |
| Islas Kuria Muria | جزر خوريا موريا | Ǧuzur Ḥūriyā Mūriyā   | 73         | 17°30′N 56°00′E / 17.500, 56.000           |